# Manipulator
Ein Manipulator ist in der Robotik das Gerät, das die physikalische Interaktion mit der Umgebung ermöglicht, also der bewegliche Teil des Roboteraufbaus, der die mechanische Arbeit des Roboters durchführt. Im Prinzip ist der Manipulator der Teil, den man gewöhnlich mit einem Industrieroboter assoziiert.

## Aufgaben

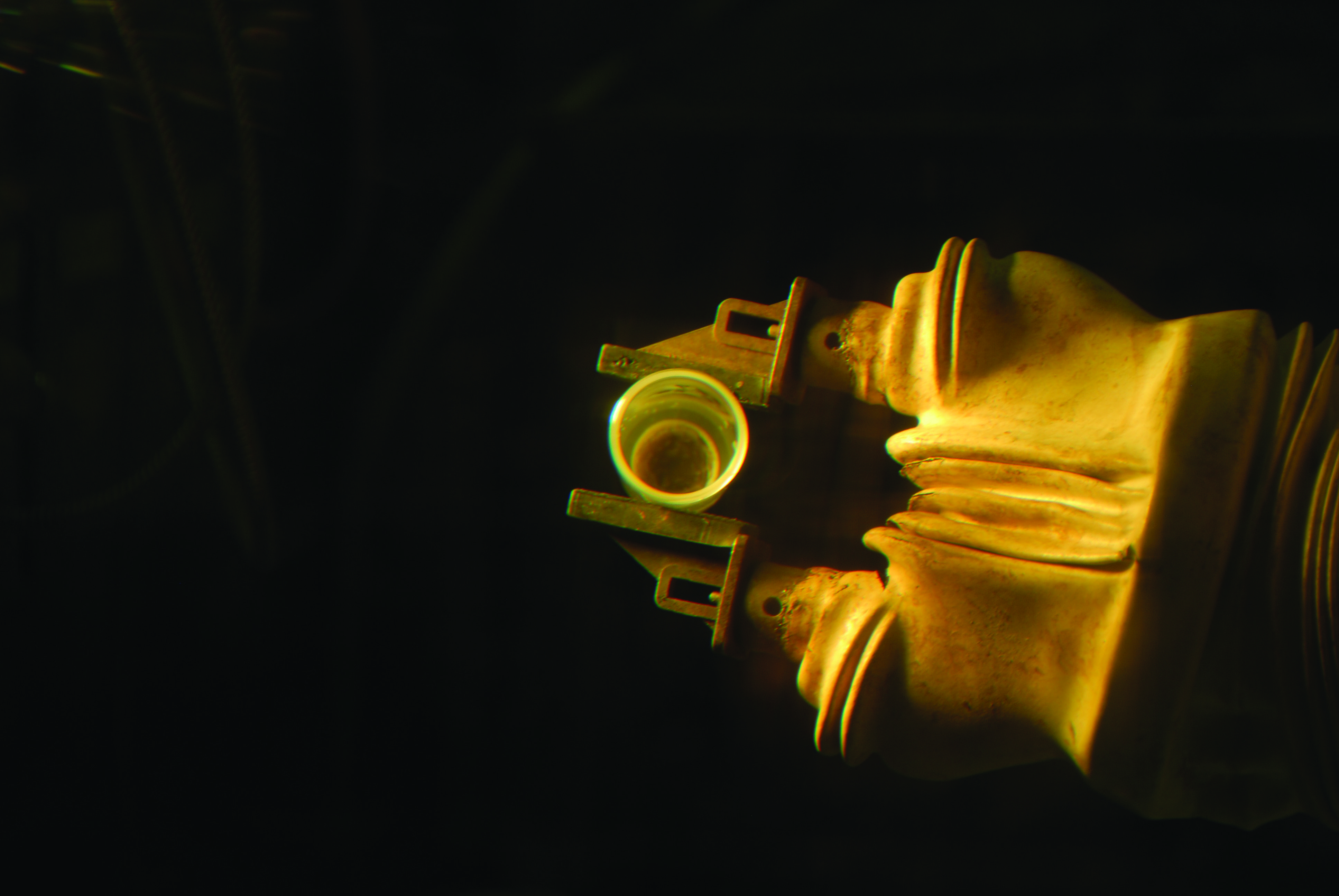
Manipulator eines Roboters

Ein Industrieroboter hat im Allgemeinen folgende Ziele:
- Manipulieraufgaben, also z. B. Schweißen, Zerteilen, Gravieren usw. – wie alle konventionellen Fertigungsverfahren
- Positionieraufgaben: Bewegen von Objekten im Raum ohne Bearbeitung derselben, z. B. Werkstückzufuhr für ein Bearbeitungszentrum
- Messaufgaben

Für diese Aufgaben muss der Roboter entsprechend mit Werkzeugen, Greifsystemen oder Messgeräten ausgerüstet sein. Allen dreien gemeinsam ist die Notwendigkeit, den Bearbeitungsmittelpunkt (tool center point) des jeweiligen Werkzeugs in verschiedenen Posen (Positionierungen und Orientierungen) im Raum zu platzieren.
Dazu besitzt jeder Roboter mehrere Dreh- bzw. Schubachsen (rotatorische- bzw. translatorische Achsen), die durch die Kombination der einzelnen Bewegungen zu einer Gesamtbewegung überlagert werden.

## Aufbau
Elemente eines Manipulators sind:
- die Basis (das Fundament),
- die Achsen mit den Antriebseinheiten (Motoren, Getriebe, Winkelgeber),
- die Verbindungselemente für den strukturellen Aufbau und die mechanische Kopplung der Achsen,
- Kabel bzw. Leitungen zu deren Energieversorgung, Ansteuerung und Signalübertragung,
- das Gehäuse

## Steuerung
Neben Manipulatoren, die darauf programmiert sind, Abläufe automatisch immer wieder durchzuführen (z. B. in Fertigungsstraßen von Autoherstellern), werden Manipulatoren auch manuell gesteuert. Wartungsarbeiten oder Prüfungen in Bereichen eines Kernkraftwerks, die Strahlung ausgesetzt sind, werden oft mit Manipulatoren manuell durchgeführt. Bei ROVs werden Manipulatoren eingesetzt, um Tätigkeiten unter Wasser durchführen zu können (z. B. schweißen, wissenschaftliche Proben einsammeln, Ventile öffnen und schließen).

## Waldo
Im englischen Sprachgebrauch wird teilweise der Begriff Waldo verwendet, er stammt von der gleichnamigen Science-Fiction Kurzgeschichte von Robert A. Heinlein aus dem Jahr 1942. Dort bezeichnet er Manipulatoren, die nach ihrem an Muskelschwäche leidenden Erfinder Waldo Farthingwaite-Jones benannt wurden.

## Schweißdrehkipptisch

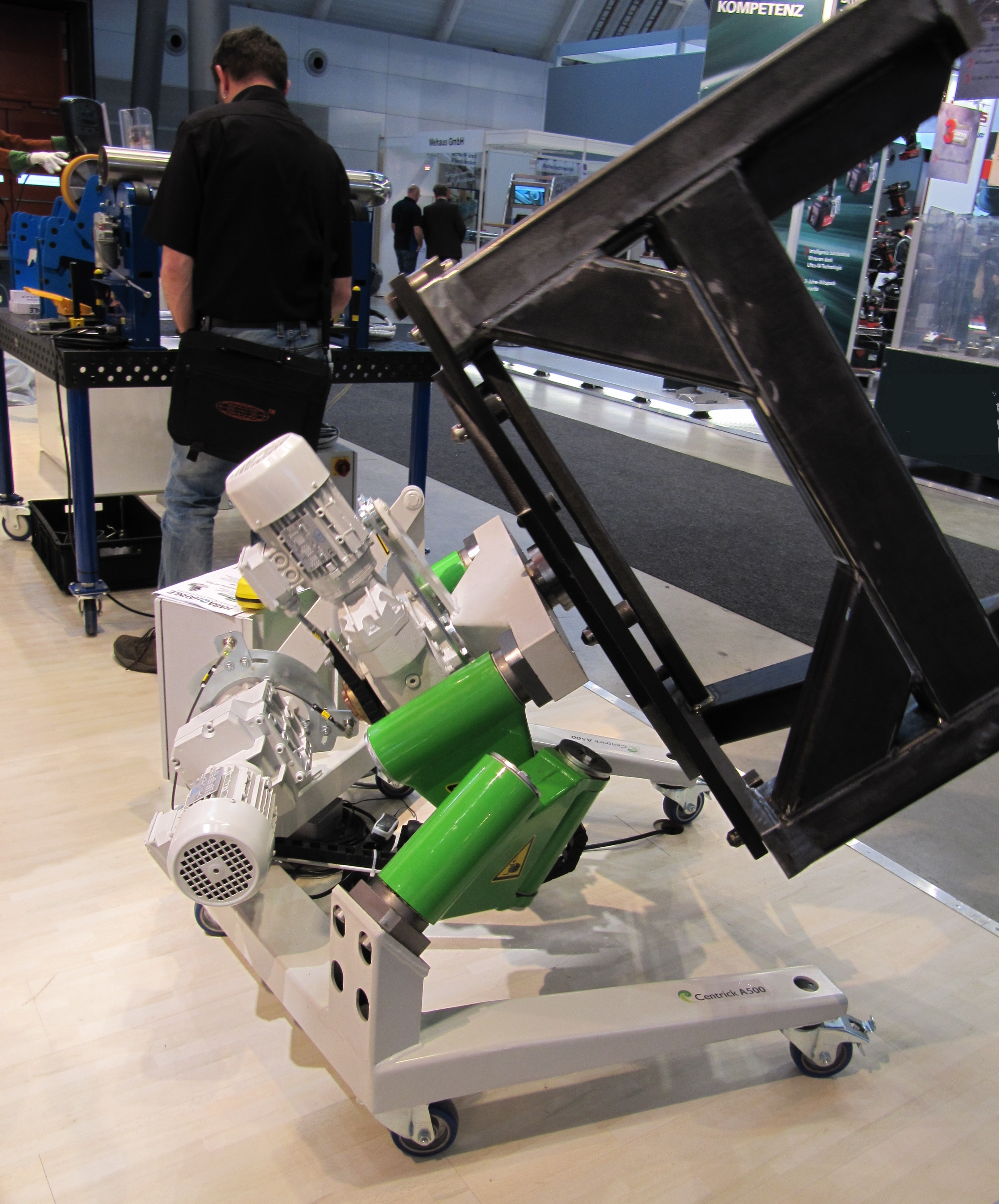
Manipulator, Schweißmanipulator mit Universal-Tischplatte und darauf befestigtem Werkstück

Unter einem konventionellen Schweißdrehkipptisch (Standardschweißdrehkipptisch) versteht man eine Einrichtung, die es ermöglicht ein Bauteil um zwei Achsen zu manipulieren (Kippen und Drehen). Eine weitere Bauform ist ein Tisch mit einer Dreh-Kipp-Einheit und einer zusätzlichen Hubachse. In der Regel sind diese Geräte aber deutlich größer und investitionsintensiver als gleichstarke Dreh-Kipptische.
Üblicherweise haben Schweißdrehkipptische eine Universalaufnahme, die zur Befestigung der Werkstücke dient. Mit dieser Aufnahme werden die Bauteile direkt oder mittels einer spezialisierten Vorrichtung gespannt (z. B. mittels Backenfutter).

### Dreh- und Kippachse
Die Kippachse eines Dreh-Kipptisches wird verwendet, um ein Bauteil schweißgerecht zu positionieren – entscheidend ist hier die „Schweißlage“. Die Drehachse dient der rotatorischen Bewegung des Werkstückes und ist üblicherweise in ihrer Drehzahl regelbar. Die Drehzahlregelung ist notwendig, da oftmals Rohre oder andere formrunde Teile geschweißt werden müssen. In diesen Fällen kann die konstante Drehbewegung als Vorschub genutzt werden. Der Schweißbrenner kann dabei ortsfest an einer Position gehalten werden, wobei das Rohr rotiert und eine durchgehende Schweißnaht entsteht.

### Ergonomie und Schweißgüte
Werden keine runden Bauteile geschweißt, so hat der Schweißdrehtisch dennoch Vorteile. Zum einen hat die Position in der eine Schweißung durchgeführt wird einen Einfluss auf die Güte der Schweißnaht und ist teilweise auch durch die Norm vorgeschrieben (vgl. Schweißposition, DIN EN ISO 6947). Werden verschiedene Positionen an einem Bauteil in unterschiedlicher Lage geschweißt, so kann der Kippdrehtisch das Bauteil so ausrichten, dass dies schnell und damit kostensparend möglich ist. Zum anderen werden diese Manipulatoren oftmals in der manuellen Fertigung eingesetzt. In solchen Fällen steht ein Schweißer am Drehkipptisch und führt den Schweißbrenner per Hand. Der Schweißer ermüdet umso schneller, je ungünstiger die Position bzw. Körperhaltung ist, in der er die Schweißaufgabe durchführen muss. Auch hier kann ein Schweißdrehkipptisch Abhilfe schaffen, indem dieser eine optimale Schweißlage und gute Ergonomie ermöglicht.

### Steuerungen
Es gibt eine Vielzahl an Steuerungsmöglichkeiten für Dreh-Kipptische. Diese reichen von ungeregelten Achsen, die über eine einfache Bedienoberfläche oder ein Pedal bedient werden, über regelbare Achsen, bis hin zu voll regelbaren Antrieben, die über Weg- oder Winkelmesssysteme verfügen, um eine einmal angefahrene und gespeicherte Position immer wieder automatisch anfahren zu können.
Entsprechend der Steuerungen kann ein unterschiedlich hoher Automatisierungsgrad bei der Schweißung erreicht werden und es wird teilweise möglich, einen Schweißprozess automatisch ablaufen zu lassen. Ein Bediener muss nur bei einem Werkzeugwechsel oder im Fall von Störungen in den Produktionsprozess eingreifen.